# Cerapopsis takamado
Cerapopsis takamado is een vlokreeftensoort uit de familie van de Kamakidae. De wetenschappelijke naam van de soort is voor het eerst geldig gepubliceerd in 2001 door Menioui & Myers.